# 伝言ダイヤル
伝言ダイヤル（でんごんダイヤル）とは、NTTコミュニケーションズが提供していた、加入電話・公衆電話から伝言を録音・再生・追加録音する電気通信サービスである。携帯電話・PHS・直収電話・IP電話からは利用できない。

## 歴史
1986年に当時のNTTがサービス開始。内容は6 - 10桁のボックス番号+4桁の暗証番号を入力すると、伝言の録音・再生・追加録音を受けられるサービスである。
サービス開始当初は「#+4桁」から成る専用の短縮番号（#ダイヤル）で電話をかける方式のため、ダイヤル回線契約電話からは利用不可能であり、プッシュ式公衆電話・プッシュ回線契約電話・ISDN回線契約電話から利用可能であった。
携帯電話やSNSなどの普及に伴い利用者が大幅に減少したことから、2016年2月29日にサービスを終了した。

### 初期・サービスセンターへのアクセス
（例）東京伝言ダイヤルセンターのサービスエリア内で #8300 をダイヤルすると、市内交換機に搭載されている「#ダイヤルレジスター」に登録設定されていた本来の東京伝言ダイヤルセンター録音用電話番号である 0170-00-8300 が市内交換機から変換発信された。
| センター名                 | 距離圏         | センター番号 | センター番号 | センター番号   | センター番号   |
| センター名                 | 距離圏         | 録音         | 録音         | 再生・追加録音 | 再生・追加録音 |
| -------------------------- | -------------- | ------------ | ------------ | -------------- | -------------- |
| 東京伝言ダイヤルセンター   | 東京40km圏域   | #8300        | 0170-00-8300 | #8301          | 0170-10-8301   |
| 名古屋伝言ダイヤルセンター | 名古屋40km圏域 | #8304        | 0170-30-8304 | #8305          | 0170-30-8305   |
| 関西伝言ダイヤルセンター   | 大阪40km圏域   | #8302        | 0170-20-8302 | #8303          | 0170-20-8303   |

| センター名                   | 距離圏                     | センター番号 | センター番号 | センター番号   | センター番号   |
| センター名                   | 距離圏                     | 録音         | 録音         | 再生・追加録音 | 再生・追加録音 |
| ---------------------------- | -------------------------- | ------------ | ------------ | -------------- | -------------- |
| 都内専用伝言ダイヤルセンター | 東京40km圏・東京都内専用   | #8500        | 0170-40-8000 | #8501          | 0170-40-8001   |
| 神奈川伝言ダイヤルセンター   | 横浜40km圏・神奈川県内専用 | #8500        | 0170-50-8000 | #8501          | 0170-50-8001   |
| 埼玉伝言ダイヤルセンター     | 浦和40km圏・埼玉県内専用   | #8500        | 0170-50-8000 | #8501          | 0170-50-8001   |
| 千葉伝言ダイヤルセンター     | 千葉40km圏・千葉県内専用   | #8500        | 0170-50-8000 | #8501          | 0170-50-8001   |

| センター名               | 距離圏                               | センター番号 | センター番号              | センター番号   | センター番号              |
| センター名               | 距離圏                               | 録音         | 録音                      | 再生・追加録音 | 再生・追加録音            |
| ------------------------ | ------------------------------------ | ------------ | ------------------------- | -------------- | ------------------------- |
| 群馬伝言ダイヤルセンター | 前橋40km圏・群馬県内専用             | #8500        | 0170-50-8000              | #8501          | 0170-50-8001              |
| 仙台伝言ダイヤルセンター | 仙台40km圏・宮城県内専用             | #8500        | 0170-40-8000              | #8501          | 0170-40-8001              |
| 新潟伝言ダイヤルセンター | 新潟40km圏・新潟県内にエリアが収まる | #8500        | 0170-70-8000              | #8501          | 0170-70-8001              |
| その他の地方都市センター |                                      | #8500        | 0170-△0-8000 △=4・5・6・7 | #8501          | 0170-△0-8001 △=4・5・6・7 |

1. ↑  025新潟MAの離島特例地区である佐渡島を含む。（現在の佐渡島は旧・02592両津MAを基点とする0259佐渡MAに統一されている。）

初期・伝言ダイヤルは「#8△00・#8△01・#8△02・#8△03・#8△04・#8△05」の専用短縮番号（#ダイヤル）としてスタートしており「0170-」で始まる番号は一般には公開されていなかった。尚、「0170-」で始まる番号を直接ダイヤルした場合は「パルス-PB音切り替えスイッチ」でPB音出力に切り替えができる電話機であればダイヤル回線契約の電話からの利用も可能であった。しかし当時、NTTはプッシュ式公衆電話・プッシュ回線契約電話・ISDN回線契約電話専用のサービスとして提供しており、ダイヤル回線契約の電話からの利用はサービス対象には含まれていなかった。

### 初期・サービスのエリアと利用料金
サービス提供エリアはセンター所在都市が属する単位料金区域 (MA)、及び所在都市から方形区画に基づく通話距離が40km以内に位置する各単位料金区域 (MA)、更に「離島特例措置」により通話料金が「隣接・20kmまでの区域」と同等として扱われる単位料金区域 (MA)。
利用料金は通話料の他に、「伝言ダイヤルサービス利用料」も合わせて徴収するために、センター所在都市までの実際の距離よりも2ランク高い距離ランクに相当するダイヤル通話料金が割り増し課金されていた。（尚、サービス開始当時には消費税は無い。また、公衆電話と一般家庭電話の料金は同一。）
東京伝言ダイヤルセンターを例とする。（ダイヤル通話料金はサービス開始当時の金額。但し、市外局番、市内局番及びMAは現行のものを記す。）

#### 料金ランク1「東京伝言ダイヤルセンター所在都市区域内（単位料金区域）」での利用
03東京MA内での利用では、1つ上の料金ランクである「隣接・20kmまで、及び離島特例地区からのダイヤル通話料金」のまた更に1つ上の料金ランクである「20kmを超え40kmまでのダイヤル通話料金」として「30秒で10円」の料金が課金された。

#### 料金ランク2「東京から隣接・20kmまで、及び離島特例地区」の区域からの利用
- 「隣接区域」048 (2△△・4△△) 川口MA、047 (3△△・70△ - 72△) 市川MA、048 (9△△) 草加MA、042 (41△ - 49△) ・0422 (2△ - 9△) 武蔵野三鷹MA、044川崎MA
- 「20kmまでの区域」047 (4△△・75△ - 77△) 船橋MA
- 「離島特例地区」04992伊豆大島MA、04994三宅MA、04996八丈島MA、04998小笠原MA

からは、1つ上の料金ランクである「20kmを越え40kmまでのダイヤル通話料金」のまた更に1つ上の料金ランクである「40kmを越え60kmまでのダイヤル通話料金」として「21秒で10円」の料金が課金された。

#### 料金ランク3「東京から20kmを越え40kmまで」の区域からの利用
048 (6△△ - 8△△) 浦和MA、04 (710△ - 716△・7170 - 7176・7178 - 7179・718△ - 719△) 柏MA、042 (20△・3△△・40△) 国分寺MA、045横浜MA、04 (200△・2917・290△・292△ - 296△・299△) 所沢MA、042 (5△△・80△・84△) 立川MA、043 (2△△ - 4△△) 千葉MA、0436市原MA、049 (2△△) 川越MA、0438・0439木更津MA、042 (7△△・85△ - 86△・810 - 816・818 - 819) 相模原MA、042 (61△ - 69△) 八王子MA
からは、1つ上の料金ランクである「40kmを越え60kmまでのダイヤル通話料金」のまた更に1つ上の料金ランクである「60kmを越え80kmまでのダイヤル通話料金」として「昼間15.5秒で10円、夜間・日曜・祝日21秒で10円」の料金が課金された。
（※ サービス装置本体は離れた都市に設置されている場合もあった。関西伝言ダイヤルセンターのサービス装置は実際には大阪府茨木市に設置されていた。しかし、サービスセンター所在都市は大阪06地域として利用料金は課金された。）
「都・県用」の伝言ダイヤルセンターのサービスエリアは40km圏内の「都・県内」のみ。

### 初期・サービスセンターの完全独立性
サービスエリア内の各市内交換機から変換発信された「0170-△0-発信のダイヤル信号」はサービスエリア内の市内回線・市外回線網を経由してエリア内のサービスセンター所在地の市外交換機へ送られる。しかし、そこから先の全国へ通じる市外回線網への展開設定がなされていなかった。このため「017-」の青森県地域へは送出されない。「0170-△0-発信のダイヤル信号」はサービスセンター所在地の市外交換機からはエリア内の伝言ダイヤルサービスセンターへ送出される。その次に（東京伝言ダイヤルセンターの場合は）下6桁の-00-8300で録音用装置、-10-8301で再生・追加録音用装置へのアクセスする。
尚、東京エリアの東京都内では（都内専用伝言ダイヤルセンター）として-40-8000で録音用装置、-40-8001で再生・追加録音用装置へもアクセスする。
一方、エリア外の各単位料金区域に設置されている市外交換機には「0170-△0-」で始まる番号に対する市外回線の展開設定がされていなかった。このため、エリア外からはサービスを利用する事はできなかった。
上記の要因のため、各サービスエリアは完全に独立しており、東京で録音した伝言を名古屋、大阪等の他サービスエリアで再生すると言う事はできなかった。
また、「0170-△0-」は通常の市外局番とは異なり、NTTはエリア内のセンター所在地の市外交換機を経由してセンター装置にアクセスするための「エリア内限定市外局番」となる様に交換機を設定していた。このため同じ #8500 (0170-50-8000) でも千葉サービスエリア内でダイヤルした場合は「千葉伝言ダイヤルセンター・録音用」にアクセスしたが、神奈川サービスエリア内でダイヤルした場合は「神奈川伝言ダイヤルセンター・録音用」にアクセスした。
初期・伝言ダイヤルサービスでは、サービスが提供されるエリア内相互間の発信・着信しかできない様にNTTの交換機が設定されていた。
尚、サービス開始当初、東京伝言ダイヤルセンターには、試験用（当初名は、伝言板サービス。後に東京伝言ダイヤルセンターとなる。）として、
- 録音用 03-148（#8300ダイヤル時と同じセンター装置に接続）
- 再生追加録音用 03-140（#8301ダイヤル時と同じセンター装置に接続）

の番号が設置されていた。これらの番号はダイヤル回線の電話機からも「パルス-PB音切り替えスイッチ」操作により利用が可能であった。また、交換機によるアクセスエリア規制がかけられている「0170-△0-」で始まる番号とは異なり日本全国からの利用も可能であった。尚、伝言ダイヤルセンター装置は03地域の市外交換機に接続されていたため、03地域内からのダイヤル発信であっても自局の市外局番の03をダイヤルして、一旦、03地域の市外交換機にダイヤル信号を送出する必要があった。
03地域内から発信する場合、自局市外局番である03発信を規制して03を強制削除する設定がなされている市内交換機（主にD70型デジタル交換機）に収容されている電話からは、03を付けてダイヤルしても市内交換機が03を削除してしまうので、局番無しの148・140として変換ダイヤル発信されてしまい利用は不能であった。また03を削除しない市内交換機であっても作動プログラムに03-148・03-140の番号を受け付ける設定が欠落していた場合も同様に利用不能であった。
一方03地域の外からも、市内交換機の作動プログラムに03-148・03-140の番号を受け付ける設定が欠落していた場合は利用不能であった。また、03地域に到達するまでの間にダイヤル信号が通過する市外中継回線網は、回線の込み具合等により様々なルートが自動選択されるが、自動選択されたルート上の市外中継交換機の作動プログラムに03-148・03-140の番号を受け付け、次の回線へ展開送出する設定が欠落していた場合も利用不能であった。
東京伝言ダイヤルセンターのサービスエリア内から「#8300 (0170-00-8300) ・#8301 (0170-10-8301)」、及び「03-148・03-140（こちらの2つの番号はエリア内の各交換機が番号を受け付け、回線が展開している事が条件。）」のどちらをダイヤルしても、センター所在地である03地域の市外交換機にダイヤル信号は到達した。
尚、初期・伝言ダイヤルサービスでは、サービスエリア内の市内交換機が「0170-△0-」と言う番号を認識すると「伝言ダイヤルセンターの利用料金」として、2ランク高い通話料金を課金するシステム設定になっていた。しかし、「03-148・03-140」をダイヤルした利用では料金距離ランクが2ランク上げられる事は無く、通常のダイヤル通話料金が適用され、「#8300 (0170-00-8300) ・#8301 (0170-10-8301)」をダイヤルした利用よりも料金は安くなり、NTTが意図とするこの2ランク高い課金はされなかった。
NTTは「適正な料金課金・サービスエリア管理」の観点から本格的にサービスが開始された後、しばらくして03-148・03-140の番号を廃止し、使用不能とした。

## 初期・サービスの操作方法
（例）東京伝言ダイヤルセンターの場合
- 初回録音
  1. #8300 (0170-00-8300) をダイヤルする。
  2. 「NTT東京伝言ダイヤルセンターです。」のメッセージ音声が流れる。
  3. 6 - 10桁のボックス番号（連絡番号）に続けて#を押す。（利用されている場合には別の番号の指定を求める案内が流れる。空いている番号として受け付けた場合は、ここから課金が始まる。）
  4. 4桁の暗証番号に続けて#を押す。
  5. 30秒以内で録音する。録音終了後に確認再生が始まる。尚、確認再生を待たずに録音の途中で切っても録音は正常にされている。
  6. 30秒前で録音を終わらせたい場合は9#を押す。その後確認再生が始まる。
  7. 確認再生中に8#を押すと確認再生を中断し、録音の修正ができる。
- 再生・追加録音
  1. #8301 (0170-10-8301) をダイヤルする。
  2. 「NTT東京伝言ダイヤルセンターです。」のメッセージ音声が流れる。
  3. 6 - 10桁のボックス番号（連絡番号）に続けて#を押す。（利用されている場合には、ここから課金が始まる。されていない場合はその旨が案内されるが、この場合は課金されない。）
  4. 4桁の暗証番号に続けて#を押す。この先、「再生」または「追加録音」を選択する。
    - 再生をする場合
      1. 7#を押す。
      2. 新しい録音から順に再生される。

    - 追加録音をする場合
      1. 3#を押す。
      2. 録音が始まる。（以下の操作は初回録音の場合と同じ。）

尚、再生中に9#を押すと再生をスキップし、1つ前の録音を再生する。3#を押すと再生を中断し、追加録音が開始される。また、1つのボックス番号（連絡番号）の最大録音件数は10件まで。録音は古い順に8時間経過すると自動消去される。全ての録音が消去されるとそのボックス番号（連絡番号）は未使用状態に戻るので再び利用するためには #8300 (0170-00-8300) をダイヤルし、初回録音操作をする。

## 初期・伝言ダイヤルの問題点
NTTでは「サークルなど仲間内での情報伝達目的」のためのサービスとして提供を開始したが、サービス開始後ほどなくして特定のボックス番号・暗証番号の組み合わせのボックスが通称「オープンボックス」として誰でもメッセージを録音・再生できる場所として使われるようになった。またここから派生して特定の4桁の番号の組み合わせを利用した伝言ボックスも多く作られ、一種のチャットルームのような使われ方をされた。
伝言サークルとして8818（パパイヤ）、0183（オイワサン）、4649（ヨロシク）、4919（ヨクイク）、0213（オニイサン）、1919（イクイク）、0721（オナニー）、8823（ハヤブサ）、5572（ココナッツ）、8083（ヤオヤサン）、0999（スリーナイン）、3751（ミナコイ）、8107（ハテナ）等が有名。
この結果として伝言ダイヤル上で知り合った男女がその後交際に発展するなど、1980年代末にはいわゆる出会い系サービスの走りとして一時人気を博したが、その後非行少年、援助交際、未成年の性交の温床となっているとしてダイヤルQ2やツーショットダイヤル、テレクラと共にその利用が社会問題化した。また同時にオープンボックスがダイヤルQ2業者の音声広告等で埋め尽くされるようになり、出会い系サービスとしての利便性が急速に低下したことも重なり、1990年代前半に急速に人気が沈静化した。
当時の伝言ダイヤルは、「0170-」の番号を通常一般に公開していなかったため、ダイヤル回線契約の電話からの利用は基本的にできなかった。また、各センターへの通話回線路の展開設定が限定規制されていたため、仕事の出張等で「エリア外に出ると利用できない」と言う不便性もあった。また録音件数が1連絡番号あたり10伝言と少なく、更に各伝言の長さもそれぞれ30秒以内で短く、録音保存時間も8時間しかなく使い勝手が悪かった。

## 新・伝言ダイヤルへの移行
これらの不都合を解消するためNTTは、1999年9月21日より、各都道府県のセンター全てに県番号（但し、北海道・旭川センター=48、釧路センター=49）を含む「新・0170-番号」を新規制定した。
また、今度はこの「新・0170-番号」を正式に公開し、ダイヤル回線からもサービスの利用が可能となった。尚、「#8△00・#8△01・#8△02・#8△03・#8△04・#8△05」等の短縮番号は使用されなくなった。また録音・再生が共通の番号となった。
この新サービスへの移行に伴いエリア外の回線への展開規制が解除され、各都道府県のセンターへ日本全国からの利用が可能となった。また、録音件数は1連絡番号あたり20件に増量となり、更に各伝言の長さがそれぞれ60秒以内に延長され、録音保存時間も24時間となり利便性が大幅に改善された。

## 災害用伝言ダイヤル (171) の開始
1995年（平成7年）1月17日（火）の阪神・淡路大震災の教訓から災害時の連絡手段の確保が求められた。これを受け1998年3月から災害発生時に被災地との連絡のみと言う限定で利用可能な災害伝言ダイヤルサービスが開始された。
番号は「171」（イナイ）

## 廃止
携帯電話やSNSなどの普及に伴い利用者が大幅に減少したことから、2016年2月29日にサービスは終了した。尚、災害用伝言ダイヤル(171)は継続。